# Peleteria nyx
Peleteria nyx là một loài ruồi trong họ Tachinidae.